# Герб Жовківського району
Герб Жовківського району — офіційний символ Жовківського району, затверджений 27 грудня 2000 р. рішенням сесії районної ради. Автор герба  — А. Гречило.

## Опис
Щит скошений зліва синім і зеленим. У центрі щита в срібній брамі золотий лев з червоними очима, язиком і пазурами, який стоїть на задніх лапах і тримае золотий ключ. Щит увінчано золотою територіальною короною. Щитотримачі: справа срібний грифон, зліва золотий коронований лев, обоє з червоними очима, язиками й пазурами. На пурпуровій девізній стрічці золотий напис "Жовківський район".